# Acanthocreagris osellai
Acanthocreagris osellai är en spindeldjursart som först beskrevs av Beier 1973.  Acanthocreagris osellai ingår i släktet Acanthocreagris och familjen helplåtklokrypare. Inga underarter finns listade i Catalogue of Life.